# Museu Militar do Comando Militar do Sul
O Museu Militar do Comando Militar do Sul (MMCMS), também conhecido como Museu do Exército, é um museu militar brasileiro localizado no Centro Histórico de Porto Alegre, na rua dos Andradas nº 630. É vinculado à Diretoria de Patrimônio Histórico e Cultural do Exército Brasileiro e dedica-se a preservar e divulgar a história da organização. É um dos museus mais visitados do estado do Rio Grande do Sul.

## A sede histórica

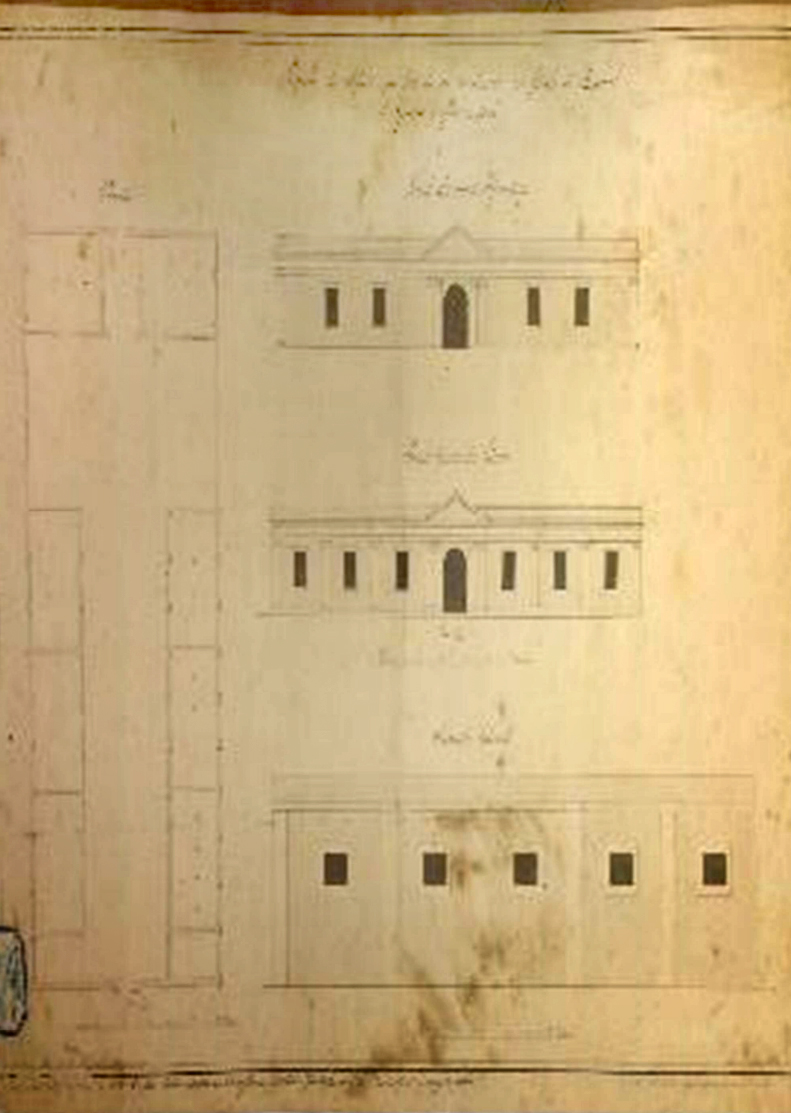
Planta e elevação de 1862 do anexo do Arsenal de Guerra

Esta sede é um prédio eclético planejado para servir como um anexo do Arsenal de Guerra, órgão de governo encarregado do mantimento das tropas da Província. A necessidade de instalações mais amplas e aparelhadas para o Arsenal já havia sido enfatizada em relatórios oficiais de 1855, 1856 e 1859, e com a eclosão da Guerra do Paraguai essa necessidade foi acentuada. O projeto do anexo, hoje o Museu Militar, data de 1860, tendo como autor o capitão Antonio Dias da Costa, sendo atualizado em 1862 pelo capitão Raimundo de S. Everard. Em 16 de novembro de 1864 foi solicitada licença ao presidente da Província para o início das obras, concedida em 14 de janeiro de 1865 e ratificada em 14 de fevereiro pelo ministro da Guerra. Em 23 de setembro de 1866 as obras foram paralisadas por falta de recursos, e em 6 outubro foram liberados 20 mil contos de réis. Em 18 de janeiro de 1867 o ministro da Guerra autorizou mais dois créditos, um de 26 mil contos para pagar os serviços já realizados e mais 51,9 mil contos para a finalização dos trabalhos. Durante a construção, a sede antiga do Arsenal também foi reformada.
O edifício ficava numa área de aterro defronte para o Lago Guaíba, e sua entrada norte alinhava com o guindaste do cais do porto. Suas alas laterais serviriam como depósitos, e os blocos das extremidades para carga e descarga. O vasto prédio foi inaugurado em novembro de 1867, durante a gestão do diretor interino do Arsenal, tenente-coronel Joaquim Jerônimo Barrão, mas ainda não estava concluído, e o cais do qual dependeria tampouco estava plenamente funcional.
A planta original previu apenas um pavimento, mais tarde foi reformado, as aberturas foram modificadas, e as extremidades norte e sul foram elevadas, descaracterizando o perfil classicista do projeto original. Possui um desenho simétrico, com duas fachadas austeras opostas, de dois pisos, unidas por alas térreas, com um grande pátio central a céu aberto. Ali o Arsenal permaneceu até 1935, quando foi transferido para o município de General Câmara, e depois o prédio foi usado para abrigar diferentes unidades militares. Foi incluído pela Prefeitura como unidade de conservação no Inventário de Bens Culturais de Expressiva Tradição.

## O museu
O museu começou a ser idealizado no ano de 1994 pelo então comandante da 3ª Região Militar, o general de divisão João Carlos Rotta, que começou a reunir alguns equipamentos e armamentos, finalmente dando a primeira forma a um antigo sonho da corporação de preservar a sua memória. O Exército deixou uma marca indelével na história do Sul, tanto em termos locais como nacionais e internacionais, pois o Rio Grande do Sul foi terra de conquista e sempre permaneceu fronteira, e ao longo de séculos passou por muitas agitações militares.
Em 17 de maio de 1998 o diretor de Assuntos Culturais, general de brigada Sérgio Roberto Dentino Morgado, aprovou o projeto do museu, e em 25 de maio de 1999 o comandante Militar do Sul, general de exército Francisco Pinto dos Santos Filho, abriu a exposição inaugural, homenageando o brigadeiro Antônio Sampaio, patrono da Infantaria. Em seguida foi instalada uma comissão para organizar as operações da nova instituição. Mesmo já aberto, a burocracia não estava completa. A proposta formal de fundação, publicada no Boletim Interno um dia antes da inauguração, em 24 de maio de 1999, só foi aprovada em 13 de julho de 1999 pela Portaria nº 449. Sua missão seria "recolher, preservar, conservar e expor objetos referentes à história do Exército Brasileiro, mais precisamente a do Comando Militar do Sul".

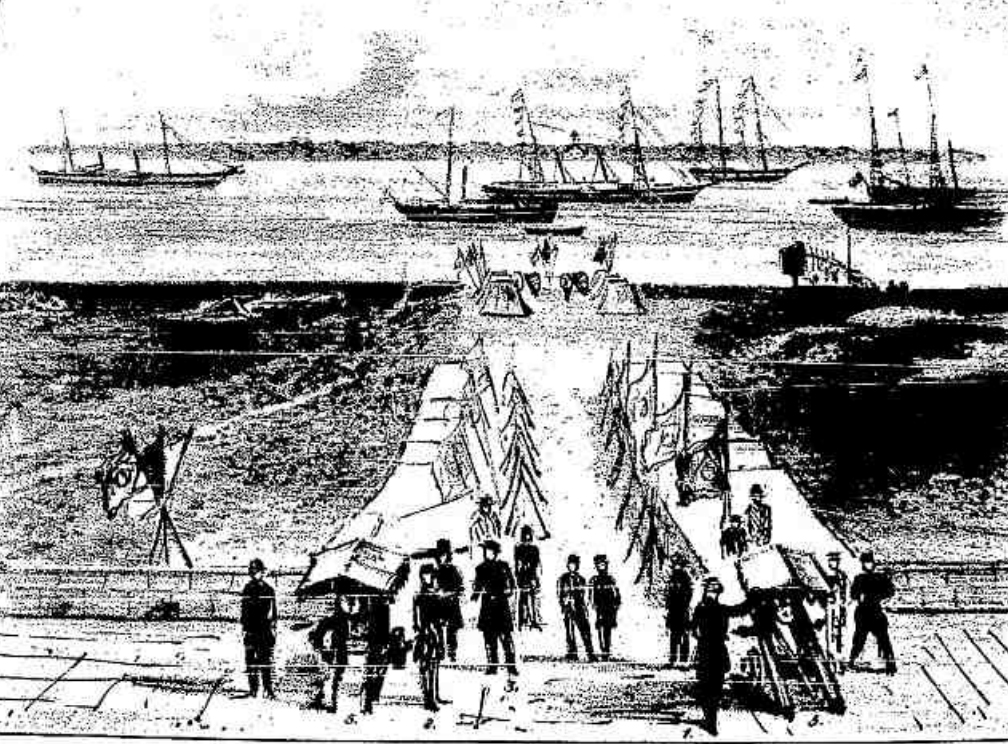
Início da construção da sede histórica do museu, 1865

Sua primeira sede estava localizada na Rua Padre Thomé nº 200, mas pouco depois de abrir, em 20 de dezembro de 1999, já foi dada ordem para sua mudança para a sede onde atualmente se localiza, na Rua da Praia nº 630. Contudo, a mudança atrasou e só começou em 12 de fevereiro de 2001. Neste período o museu funcionou de maneira precária, e estava mais preocupado em organizar seus setores e acervo do que atender o público externo. Terminado enfim o translado, a reinauguração ocorreu em 10 de maio de 2001.
Em maio de 2002 o museu foi cadastrado no Sistema Estadual de Museus. Em 2004, percebendo a qualificação insuficiente do seu pessoal, quase todo composto por quadros do Exército sem formação em Museologia e áreas afins, foi criado o curso Introdução à Museologia – Auxiliar de Museu, almejando dar mais subsídios teóricos e práticos para as equipes. Os resultados positivos da iniciativa se refletiram na abertura de um programa de estágios para estudantes universitários de História e Museologia, possibilitando um maior intercâmbio de informação, o que seria benéfico tanto para os estudantes como para a equipe da casa.

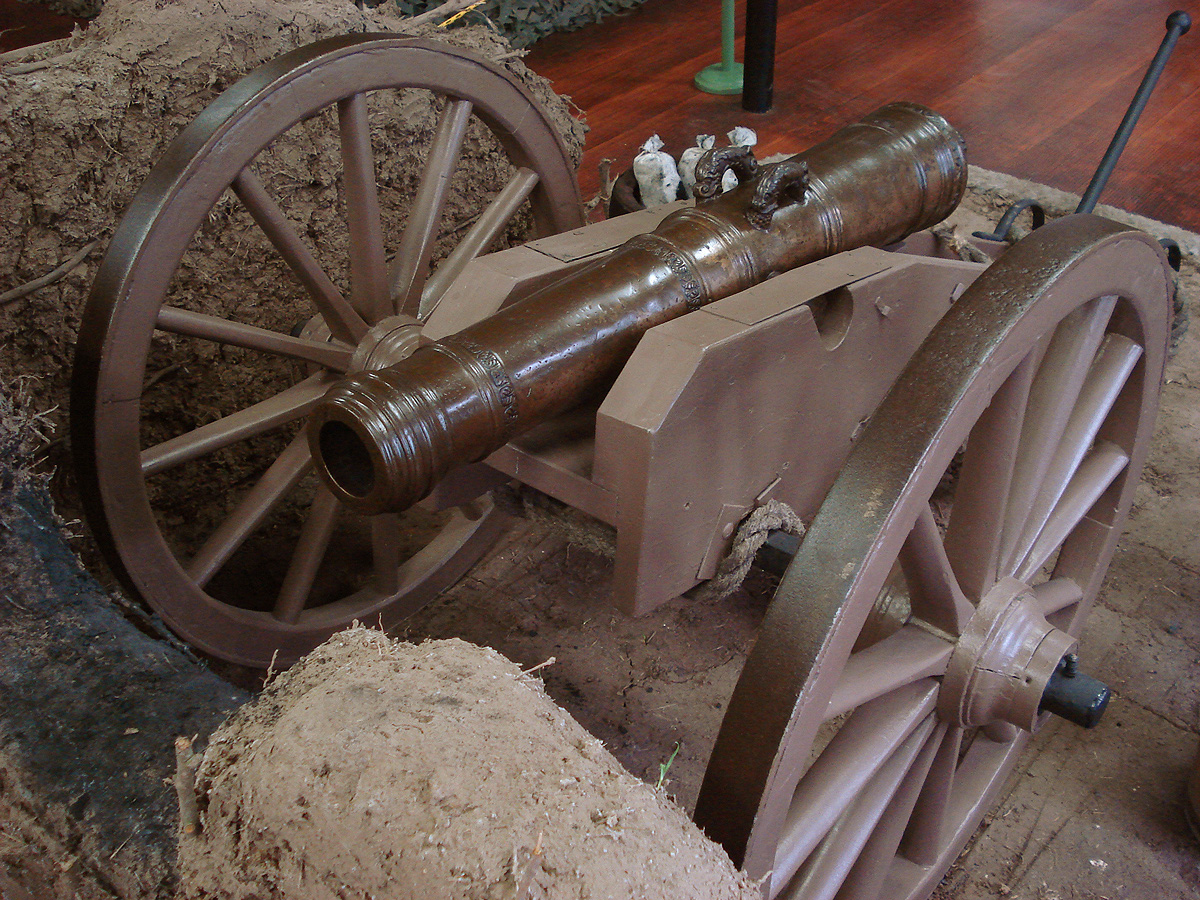
Canhão do século XVIII

Em 2007 foi terminada uma reforma em espaços não utilizados, inaugurando-se um novo salão de exposição com a mostra Comando Militar do Sul - Conquista e Defesa do Território. A expansão dos espaços expositivos foi muito bem recebida pelo público, mais que dobrando a visitação. No mesmo ano o museu recebeu homenagem da Câmara de Vereadores.
Em 13 de julho de 2009 foi homologada pelo Exército sua condição de Espaço Cultural, sendo vinculado à Diretoria do Patrimônio Histórico Cultural do Exército, e passando a operar como um órgão auxiliar da Seção de Comunicação Social do Comando Militar do Sul. Em 2012 o museu passou por novas reformas, incluindo reparos nos rebocos e colocação de uma cobertura interna com telhas translúcidas para proteger o pátio principal e também proteger os veículos ali expostos da ação do tempo. No mesmo ano foi criado o curso Oficinas de Práticas Museológicas, inicialmente voltado para os estagiários, mas na terceira edição aberto para todos devido à grande procura. Nesta época as exposições já se caracterizavam pelo grande cuidado curatorial. Em 2014 o acervo começou a ser organizado e digitalizado, e uma biblioteca foi criada em 13 de setembro de 2017.
Durante a pandemia de covid-19 o museu permaneceu fechado, mas foi aproveitado o recesso para uma revitalização das suas instalações, incluindo um novo espaço educativo e espaços interativos, sendo reinaugurado em 7 de julho de 2021, com grande solenidade. Na ocasião, o general Valério Stumpf Trindade, comandante Militar do Sul, disse: "Conseguimos entregar à comunidade gaúcha o mais moderno e interativo museu. O nosso objetivo é oferecer uma melhor compreensão da história militar brasileira". O vice-prefeito Ricardo Gomes disse: "O Exército faz parte da história brasileira. Recordar e celebrar a história é fundamental para a educação das próximas gerações".
Um mês após a reabertura, tinha recebido 8,4 mil visitantes. A instituição tem se mantido nos últimos anos entre os museus mais visitados do estado. Em 2006 ocupava a 2ª posição, em 2018 era o 5º, e em 2019, o 3º, segundo o ranking do Instituto Brasileiro de Museus.

## Acervo

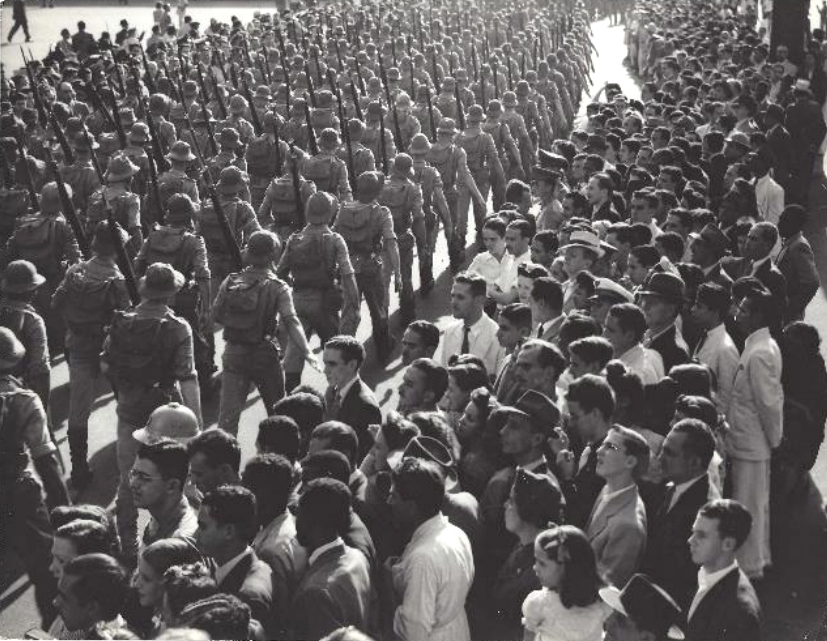
Acervo fotográfico: Pracinhas da Força Expedicionária Brasileira desfilando antes de embarcarem para a Guerra na Europa, 1944

O acervo conta com documentos, livros, manuscritos, mais de 3 mil fotografias e mais de 6 mil objetos, apresentando coleções de carros de combate e transporte, uniformes, armas, equipamentos, capacetes, vestuários, heráldica, do período colonial aos dias atuais. Entre os destaques do acervo estão peças de artilharia do período colonial e um Renault FT-17, o primeiro blindado adquirido pelo Exército Brasileiro.

## Atividades
Além de expor seu acervo, o museu organiza visitas guiadas e outras atividades educativas, como cursos, oficinas, sessões de cinema, seminários, encontros e palestras, mantém parcerias com outras instituições para variados projetos, e dá apoio à pesquisa. Segundo a museóloga Andrea Cogan, "a pesquisa é uma das ações executadas no dia-a-dia do MMCMS, buscando melhor compreender a relevância do museu na cidade, onde ocupa um lugar de destaque". O museu desempenha um papel relevante na produção de historiografia no campo da história militar. Segundo Ianko Bett, "as exposições apresentadas nos últimos anos podem sintetizar perfeitamente o comprometimento do Setor de Pesquisa e História no tocante à produção e divulgação da historiografia militar, colocando em perspectiva uma variação de temas, abordagens e modelos expositivos, privilegiando uma base historiográfica acadêmica e com pesquisas amplamente reconhecidas neste meio".
Seu público é muito diversificado, apenas 8% dos visitantes são militares. Em uma pesquisa de opinião de 2006, 69% dos entrevistados disseram ter tido uma "excelente" impressão do museu, e 64% disseram tê-lo conhecido por puro acaso. 34% opinaram que o acervo deveria ser ampliado. Para Ianko Bett, o museu é "um dos principais lugares de memória, dentre aqueles localizados na região Sul do Brasil, que se ocupa de assuntos concerne ao campo da história militar".